# Assassination Classroom
Assassination Classroom (暗殺教室, Ansatsu Kyōshitsu; lit. "Classe de Assassinato") é uma série de mangá escrito e ilustrado por Yuusei Matsui e que foi publicado pela editora Shueisha, e serializado na revista semanal Weekly Shōnen Jump.
O autor é conhecido por outra obra famosa da Jump, Majin Tantei Nōgami Neuro, que foi publicado na Jump entre 2005 e 2009, rendendo 23 volumes Tankobon e um anime de 22 episódios. Uma adaptação em formato anime de Assassination Classroom foi anunciado na Jump Super Anime Tour, que ocorreu de 6 de Outubro de 2013 a 24 de Novembro de 2013. O anime começou a exibição na Fuji Television em janeiro de 2015.[carece de fontes?] O mangá é licenciado no Brasil pela Panini, que iniciou sua comercialização em julho de 2014.

## Enredo
A história é sobre a classe 3-E do Colégio Kunugigaoka,  onde todas as manhãs, cumprimentam seu professor com um pelotão de fuzilamento em massa. O professor é uma combinação estranha de um alienígena e um polvo que se move a velocidades de Mach-20. Essa criatura é responsável por destruir 70% da lua, tornando-a sempre em forma de lua crescente. Ele anunciou que vai destruir o mundo em 1 ano. A criatura vai ensinar a classe 3-E como assassiná-lo antes do ano terminar. Mas como pode esta classe de desajustados matar um monstro tentacular, capaz de atingir velocidades de Mach 20, que pode ser o melhor professor que qualquer um deles poderia ter?

## Mídia

### Mangá
Em 3 de maio de 2014 foi divulgado que a editora Panini publicaria o mangá de Assassination Classroom no Brasil. Sendo que sua publicação no Brasil se iniciou em julho de 2014, ocorrendo bimestralmente.

### Anime
Um anime adaptação da série foi produzida por Brains Base de Dados para o Jump Super Anime Tour e mostrado em 5 cidades japonesas entre 6 de outubro e 24 de novembro de 2013. Uma série anime baseado no mangá estreou na Fuji Television, dirigido por Seiji Kishi em Lerche, Kazuki Morita como designer de personagens e Makoto Uezu como roteirista e licenciado pela Funimation.
Por conta da captura de dois jornalistas japoneses pelo Estado Islâmico, o terceiro episódio do anime teve sua exibição adiada e foi exibido na semana seguinte.

### Filme
O filme live-action de Assassination Classroom foi lançado no Japão em 21 de março de 2015, com Ryosuke Yamada no papel principal e Kazunari Ninomiya dublando Koro-sensei. Foi o décimo filme japonês de maior bilheteria de 2015, arrecadando ¥2,77 bilhões (US$ 23 milhões). Uma sequência, Assassination Classroom: Graduation, foi lançada em 25 de março de 2016, com o elenco principal retornando.

### Jogos eletrônicos
Assassination Classroom: Grand Siege on Koro-sensei, desenvolvido pela Bandai Namco, foi lançado para Nintendo 3DS em 12 de março de 2015, no Japão. Uma sequência, Assassination Classroom: Assassin Raising Project!!, foi lançada em 24 de março de 2016, também para 3DS. Koro-sensei aparece como personagem jogável em J-Stars Victory VS, lançado no Japão em 2014 e internacionalmente em 2015 [39].